# Pierre de York

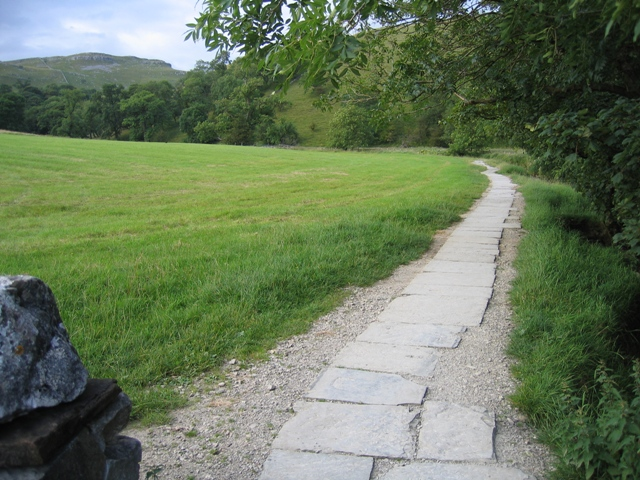
Allée recouverte de pierres de York.

La pierre de York (en anglais : Yorkstone) est une variété de grès, provenant des carrières du Yorkshire, qui sont exploitées depuis l'époque médiévale. C'est une roche sédimentaire carbonifère à grains serrés. La pierre est composée de quartz, de mica, de feldspath, d'argile et d'oxydes de fer.